# Asteromyrtus
Asteromyrtus é um género botânico pertencente à família Myrtaceae.

## Espécies
- Asteromyrtus angustifolia
- Asteromyrtus arnhemica
- Asteromyrtus brassii
- Asteromyrtus gaertneri
- Asteromyrtus lysicephala
- Asteromyrtus magnifica
- Asteromyrtus symphyocarpa
- Asteromyrtus tranganensis